# Haidar Haidar
Haidar Haidar (arabisch حيدر حيدر, DMG Ḥaidar Ḥaidar; 1936 – 5. Mai 2023) war ein syrischer Schriftsteller und Essayist. Er erlangte Anerkennung in arabischen literarischen Kreisen für seine kritische Haltung gegenüber politischen und religiösen Institutionen und seine Bereitschaft, kontroverse Themen auf rationale Weise anzugehen. Er veröffentlichte siebzehn Werke mit Romanen, Kurzgeschichten, Essays und Biografien, darunter Az-Zaman al-Muhish (Die schlimme Zeit), der von der Arabischen Schriftstellerunion zu einem der 105 besten Bücher des 20. Jahrhunderts gewählt wurde. Seine Bücher zählen zu den bekanntesten Werken der zeitgenössischen syrischen Literatur.

## Leben und Werk
Haidar, dessen Name Löwe bedeutet, der aus einem Dorf an der Mittelmeerküste nördlich von Tartus mit mehrheitlich alawitischer Bevölkerung stammte, war bekannt für seine kritische Haltung gegenüber politischen und religiösen Institutionen und seine Bereitschaft, kontroverse Themen aufzugreifen. In den 1960er Jahren begann er, Kurzgeschichten in syrischen und renommierten libanesischen Zeitschriften zu veröffentlichen. Anfang der 1970er Jahre arbeitete er als Lehrer in Algerien und zog danach in den Libanon, wo er als Journalist, Redakteur und Literaturkritiker für mehrere Verlage arbeitete. Nach einem weiteren Aufenthalt in Zypern während des libanesischen Bürgerkriegs kehrte er einige Jahre später wieder an seinen Geburtsort zurück. Haidar schrieb siebzehn Bücher mit Romanen, Kurzgeschichten, Essays und Biografien, darunter Az-Zaman al-Muhish (Die schlimme Zeit), das vom Arabischen Schriftstellerverband auf dem 7. Platz als einer der 100 besten arabischen Romane des 20. Jahrhunderts ausgezeichnet wurde.
Haidars erste lange Erzählung, die Novelle Al-Fahd (1968, Der Leopard) aus der Kurzgeschichtensammlung Hikayat al-nawras al-muhajir (Geschichten der wandernden Möwe), spielt nach der Unabhängigkeit Syriens von Frankreich im Jahr 1946. Die Geschichte spielt in der Bergregion Tartus, aus der der Romanautor stammt, und stellt seine Position als engagierter Schriftsteller deutlich unter Beweis. Es ist die Geschichte eines mutigen Bauern, der sich gegen die Ausbeutungs- und Unterdrückungspolitik der neu etablierten herrschenden Elite stellt, die trotz Dürrebedingungen Teile der Ernte der Bauern fordert, eine Praxis, die die früheren feudalen Bedingungen der Epochen der osmanischen und französische Herrschaft aufrechterhält. Der Leopard wurde 1969 durch den syrischen Filmemacher Nabil al Maleh verfilmt und erhielt mehrere Preise, unter anderem auf dem Karlovy Vary Filmfestival.
Sein nächster Roman kann als Elegie auf Damaskus und jene Ideologien gelesen werden, denen es nicht gelang, die Ursachen zu beheben, die für die Niederlage im Sechstagekrieg von 1967 verantwortlich gemacht wurden. In Al-Zaman al-mulish (1973, Die schlimme Zeit) stellen die Charaktere, Orte und Ereignisse eine gebrochene Realität dar. Der Roman als Ganzes drückt eher eine Stimmung aus, als dass er eine Geschichte erzählen würde. Er spielt in Damaskus nach der Niederlage und nutzt Erinnerungen, Charaktere und Handlungen als Darstellungen und Symbole der aktuellen Situation in Syrien. Dieser Roman markiert einen bemerkenswerten Wandel sowohl in Haydars eigenem Werk als auch im syrischen Roman insgesamt, indem er auf Risse im ideologisch straffen literarischen Diskurs hinweist, der in Syrien seit den 1950er Jahren vorherrschend war.
Sein Roman Walimah li A'ashab al-Bahr (Ein Bankett für Seetang), 1983 zuerst erscheinen in Beirut, wurde in mehreren arabischen Ländern verboten und führte zu einer wütenden Reaktion der Geistlichen der Al-Azhar-Universität, als das Buch im Jahr 2000 in Ägypten nachgedruckt wurde. Die Kleriker erließen eine Fatwa, die den Roman verbot, und beschuldigten Haidar der Häresie und der Beleidigung des Islam. Im Mittelpunkt der Handlung stehen zwei linke irakische Intellektuelle, die Ende der 1970er Jahre vor dem Unrecht des irakischen Präsidenten Saddam Hussein geflohen waren. Im Roman machen sie Diktaturen und konservative Bewegungen für die politische Unterdrückung in der arabischen Welt verantwortlich, und in einem der umstrittensten Textstelle wird Gott als gescheiterter Künstler beschrieben. In einem Bericht der BBC News über die Proteste heißt es: „Im Mittelpunkt der Handlung stehen zwei linke irakische Intellektuelle, die Ende der 1970er Jahre vor der Ungerechtigkeit des irakischen Präsidenten Saddam Hussein nach flohen. Die Charaktere machen Diktaturen und konservative Bewegungen für die politische Unterdrückung in der arabischen Welt verantwortlich. In einem der umstrittensten Aussagen wird Gott als 'gescheiterter Künstler' beschrieben.“ Haidar selbst äußerte sich zur Religion als kulturellem Erbe wie folgt:

„Tatsächlich haben wir unseren „Turath“ [Erbe] noch nicht vollständig verstanden. Dazu müssen wir es auf wissenschaftliche, historische, säkulare und objektive Weise neu lesen – es entheiligen, seine Texte neu interpretieren und es mit Offenheit, mit dem rücksichtslosen Skalpell eines Chirurgen und anderen kritisieren ohne die Einschränkung der „Heiligkeit“. Wir müssen uns der Dichotomie von Heiligem und Profanem und irrationalen und abergläubischen Einstellungen entziehen. Dies ist es, was das religiöse Erbe auf einen wahrhaftigen und rationalen Weg bringt. Das ist es, was ich in meinen literarischen Schriften anstrebe.“

In einem Interview für die Zeitschrift The Common aus dem Jahr 2019 schrieb Hisham Bustani über Haidar: „Er hat eine scharfe, kritische Distanz zu allen Seiten bewahrt: der Diktatur des herrschenden Regimes in seinem Land Syrien; der Diktatur des öffentlichen Geschmacks und der Konventionen; die Unterdrückung der dogmatischen Ideologie und der herrschenden Partei; die aus der Religion abgeleitete Tyrannei der Macht.“
Haidar sah Kultur als „die letzte Mauer des Widerstands in der arabischen Welt, ohne die die arabische Nation zusammenbrechen würde.“ In Interviews erklärte er, dass „angesichts des politischen Niedergangs, den die arabische Welt erlebt, alle Tore zur Zukunft und zur Hoffnung geschlossen wurden und nur die aufgeklärte und tiefe Kultur übrig bleibt, die dafür verantwortlich ist, am Ende Licht ins Dunkel zu bringen.“
Haidar starb am 5. Mai 2023, im Alter von 87 Jahren.

## Ausgewählte Werke

### Romane
- Al-Fahd (arabisch الفهد, Der Leopard), 1968
- Az-Zaman al-Muhish (arabisch الزمن الموحش, Die schlimme Zeit), 1973
- Walimah li A'ashab al-Bahr (arabisch وليمة لأعشاب البحر, Ein Bankett für Seetang) 1983
- Maraya an-Nar (arabisch مرايا النار, Spiegel des Feuers), 1992
- Shumous al-Ghajar (arabisch شموس الغجر, Sonne der Zigeuner), 1996
- Haql Urjuwan (arabisch حقل أرجوان, Ein purpurnes Feld), 2000
- Marathi al-Ayyam (arabisch مراثي الأيام, Elegien der Tage), 2001

### Kurzgeschichten
- Hakaya an-Nawrass al-Muhajir (arabisch حكايا النورس المهاجر, Geschichten der wandernden Möwe), 1968
- Al-Wamdh (arabisch الومض, Der Blitz), 1970
- Al-Faiadhan (arabisch الفيضان, Die Flut), 1975
- Al-Wu'ul (arabisch الوعول, Die Steinböcke), 1978
- At-Tamawujat (arabisch التموجات, Die Wellen), 1982
- Ghasaq al-Aalihah (arabisch غسق الآلهة, Untergang der Götter), 1994

### Andere Werke
- Capucci (arabisch كبوتشي, Capucci), 1978
- Awraq al-Manfa (arabisch أوراق المنفى, Papiere des Exils), 1993
- Olumona (arabisch علومنا, Unsere Wissenschaften)